# Brett Butler
Brett Butler (Montgomery, Alabama; 30 de enero de 1958) es una actriz, comediante y escritora estadounidense. 
Butler nació con el nombre de Brett Anderson en Montgomery, Alabama, la mayor de cinco hermanas. Antes de experimentar el éxito con su carrera como cómica de stand-up, ella trabajaba como camarera.
Butler publicó sus memorias, titulado Knee Deep in Paradise, en 1996. El libro se inició antes de alcanzar su estatus de celebridad, y decidió poner fin a la autobiografía antes de su debut en la televisión en la sitcom Grace Under Fire.

## Filmografía

### Películas
- Anchor Baby (2014) - Ruth Chu
- Beach Cougar Gigoló (2014) - Melinda Maxwell
- Moochers (2006)
- Mrs. Harris (2005)
- Militia (2000) - Bobbi
- Bruno (2000) - Sister Della Rosa
- The Child Ain't Right (1993)

### Televisión
| Año       | Título                      | Papel             | Notas                               |
| --------- | --------------------------- | ----------------- | ----------------------------------- |
| 1988      | Dolly                       | Rhonda            | Episodio: "1x15"                    |
| 1993-1998 | Grace Under Fire            | Grace Kelly       | 112 episodios (Principal)           |
| 1995      | Women of the House          | Brett Butler      | Episodio: "Women in Film"           |
| 1995      | The Larry Senders Show      | Brett Butler      | Episodio: "I Was a Teenage Lesbian" |
| 1997      | The Drew Carey Show         | Grace Kelly       | Episodio: "Drew Gets Married"       |
| 1997      | Ellen                       | Grace Kelly       | Episodio: "Secrets & Ellen"         |
| 1997      | Coach                       | Grace Kelly       | Episodio: "Viva Las Ratings"        |
| 2005      | My Name is Earl             | Connie Darville   | Episodio: "White Lie Christmas"     |
| 2012      | Archer                      | Trish             | Episodio: "Space Race - Part 2"     |
| 2012      | The Young and the Restless  | Beth Hortense     | 9 episodios (Recurrente)            |
| 2012-2014 | Anger Management            | Brett             | 38 episodios (Recurrente)           |
| 2015-2017 | The Leftovers               | Sandy             | 2 episodios (Invitada)              |
| 2016      | How to Get Away with Murder | Trishelle Pratt   | 3 episodios (Invitada)              |
| 2018-2019 | The Walking Dead            | Tammy Rose Sutton | 6 episodios (Recurrente)            |